# Pirati s Kariba: Armada prokletih
Pirati s Kariba: Armada prokletih (Pirates of the Caribbean: Armada of the Damned) je bila videoigra koju je razvio studio Propaganda Games, a u prodaju ju je trebao pustiti Disney Interactive Studios za konzole Xbox 360, PlayStation 3 i Microsoft Windows. Međutim, 13. listopada 2010. igra je otkazana. Mjesto radnje su Karibi 18. stoljeća gdje igrač preuzima ulogu kapetana Sterlinga, pirata koji mora steći slavu.

## Radnja
Iako je radnja smještena u istom okruženju gdje se odvija radnja filmova Pirati s Kariba, radnja igre se odvija neko neodređeno vrijeme prije događaja u filmovima, i nije povezana s njima, te ima potpuno jedinstven zaplet. Igrač preuzima ulogu Jamesa Sterlinga, mladog pustolova kojeg na prvom putovanju Karibima ubije ludi španjolski admiral Maldonado, ali njega u svijet živih vrate nemrtvi pirati iz Armade prokletih.
Od te točke igrač mora izabrati, hoće li dalje nastaviti kao "Legendary" tj. normalan čovjek, ili "Dreaded" tj. uklet. Ako izabere prvo, s vremenom postane najslavniji pirat na Karibima. Ako igrač izabere drugu opciju, postaje osvetom opsjednuta zla osoba koja ne preže ni pred kakvim zlodjelima u ostvarivanju ciljeva.
Nakon odabira, igrač se nađe na pustoj obali, gdje pronađe olupinu legendarnog piratskog broda "Nemesis". Igrač odlučuje popraviti brod i uzeti ga za sebe. Nakon što popravi "Nemesis", Sterling njime kreće u potragu za brodskim dijelovima koji nedostaju (polenom, kotačem kormila...), koji leže rasuti diljem Kariba, te usput okuplja i posadu za brod. Usput susreće mutirana morska čudovišta, španjolske konkvistadore, Britansku kraljevsku mornaricu, te posjećuje mjesta poput Port Royala, San Juana, i Tortuge. Nakon što u potpunosti obnovi "Nemesis", Sterling njime kreće u potragu za dušom morske boginje Kalipso, koja je zarobljena u kristalu. Oslabađajući nju, Sterling će osloboditi i vlastitu dušu.
Jack Sparrow i ostali glavni likovi iz filmova se ne pojavljuju, ali se pojavljuje voodoo vještica Tia Dalma, koja igraču može dati mnoge korisne savjete.

## Poveznice
- Armada prokletih na Pirati s Kariba wiki
- Recenzija i promotivne slike
- Promotivne slike  Arhivirana inačica izvorne stranice od 27. listopada 2010. (Wayback Machine)
- Promotivne slike  Arhivirana inačica izvorne stranice od 31. srpnja 2009. (Wayback Machine)
- Novosti o igri  Arhivirana inačica izvorne stranice od 14. veljače 2010. (Wayback Machine)
- Službena video najava